# Monaphis
Monaphis (лат.) — род тлей из подсемейства Calaphidinae (Calaphidini). Евразия (встречаются от Западной Европы до Сибири, Китая и Японии) и Северная Америка (США).

## Описание
Крупного для тлей размера, длина около 4 мм, тело зелёное, вентрально сплющенное с очень длинными чёрными антеннами.
Ассоциированы с растениями рода Берёза (Betula). Крылатые половые особи появляются в сентябре-октябре. Диплоидный набор хромосом 2n=20.
- Monaphis antennata (Kaltenbach, 1843)
  - = Aphis antennata Kaltenbach, 1843[3]